# Burak Özdemir
Burak Özdemir (Istanbul, 5 ottobre 1983) è un compositore, fagottista, coreografo e regista tedesco.

## Introduzione
Burak Özdemir è figlio del compositore e pianista Cengiz Özdemir. Sua madre era invece una ballerina..
Nel 2008 fonda l'ensemble Musica Sequenza presso la Juilliard School di New York, diventandone direttore artistico. Il progetto Musica Sequenza promuove l'innovazione nella musica antica attraverso la sperimentazione di produzioni interculturali. A Berlino Burak sviluppa nuovi metodi per ottenere modalità di esibizione sempre differenti. Le composizioni di Burak Özdemir consistono principalmente nella riscoperta di opere sconosciute (dalla musica rinascimentale alla musica classica contemporanea). Le sue produzioni spaziano da concetti scenici a nuova musica, da spettacoli elettroacustici a danza e teatro sperimentale, da spettacoli lirici a concerti-ritratto e concerti-dialogo, da workshops a programmi di accompagnamento e registrazioni CD.
Burak Özdemir ha ottenuto numerosi riconoscimenti durante la sua carriera: nel 2005 è stato selezionato dall'Istanbul International Jazz Festival grazie alla sua composizione "Vintage Keys"; lo stesso anno riceve il Premio Giovani Talenti dalla Türkiye is Bankasi; nel 2010 vince il primo premio nella "Juilliard Concerto Competition". 

## Percorso artistico

### Formazione
Nel 1995, Burak Özdemir prende le sue prime lezioni di piano e fagotto al Conservatorio di Istanbul. Dal 2001 al 2005 si laurea con successo all'Università di Istanbul.  Nel 2005 si trasferisce a Berlino e studia all'Università delle Arti, specializzandosi in fagotto. Nel 2008 completa la sua tesi e si reca a New York per studiare presso la Juilliard School dove, nel 2010, diventa il primo fagotto a ricevere il diploma in “artista nell’esecuzione”.,. 

### Musica Sequenza
Durante il corso degli studi presso la Juilliard School, nel 2008 Burak Özdemir fonda l'ensemble Musica Sequenza. L'ensemble mira all'innovazione della musica barocca ed aspira a creare un movimento interculturale composto da musicisti, cantanti, ballerini, coreografi, artisti visivi, architetti, designer e cineasti. L'ensemble suona strumenti sia storici che moderni con lo scopo di avviare un dialogo tra musica elettronica e musica antica. L'ensemble presenta spettacoli che spaziano dal repertorio rinascimentale ai compositori contemporanei (opere, festival, sale da concerto, teatri comunali, fondazioni d'arte e musei). Attraverso produzioni interdisciplinari di musica barocca, nuova musica, elettroacustica, danza moderna, teatro di musica sperimentale e performance, l’ensemble si interessa anche nella scena dell'arte contemporanea..

### Carriera
Le creazioni di Burak Özdemir sono state presentate in Europa, Nord e Sud America, Asia (Elbphilharmonie, la Filarmonica di Berlino, il Peter Jay Sharp Theater, il Club di Berlino Berghain, il Concertgebouw di Amsterdam, il Teatro dell'Opera di Vienna e il Teatro Colón di Buenos Aires.  Burak annovera inoltre collaborazioni con l’Orchestra Filarmonica di Istanbul, la Juilliard Symphony Orchestra e l’orchestra “Arte Del Mondo”;  ha inoltre collaborato con Sasha Waltz, Matthew Herbert, Werner Ehrhardt, Rolando Villazón, Nicolas McGegan e DJ Ipek , ,,. 
Burak Özdemir ha l’obiettivo di connettere diversi campi artistici e di promuovere in particolar modo il dialogo tra coreografia e musica. Nel 2013, al Festival d'Avignone, collabora con Sasha Waltz & Guests e compone la musica del progetto Dialogues . L'esibizione si è svolta presso l'Opera di Avignone.  Nel 2016 compone e partecipa alla produzione di “Zuhören" targata Sasha Waltz (Radialsystem V di Berlino). L'anno seguente si esibisce con la stessa Sasha Waltz all'inaugurazione dell'Elbphilharmonie di Amburgo con l'installazione coreografica Figura umana ,, .  Nel 2013, Burak Özdemir collabora con Matthew Herbert al festival Elbjazz per One Day.  L'esibizione si svolge al Thalia Theater di Amburgo,. 

### Burak
Nel 2019, Burak Özdemir pubblica il suo primo album con il nome d'arte "Burak" presso l'etichetta Edel / Neue Meister . L'album Hermes combina elettronica e strumenti del XVII secolo. Il suo video musicale a 360 ° di realtà virtuale Lyre, realizzata in realtà virtuale, è stato nominato nella categoria Miglior film sperimentale ai Berlin Music Video Awards,. 
Come DJ, Burak suona in vari club: Sisyphos, Kitkatclub, Kammgarn, Wagenhallen, Berghain, Radialsystem e Bomontiada in Istanbul, ,,,,,. 

### Elettro-barocco
Burak Özdemir è specializzato nella musica rinascimentale e nell'esplorazione di opere e composizioni musicali storiche, trasportando quest’ultime in un nuovo contesto per mezzo di spettacoli contemporanei. Tramite i suoi numerosi progetti ha creato un nuovo genere musicale, l "elettro-barocco". Creata nel 2010 al Black Box Theatre di Baruch, “Fuga, electro-baroque Opera” è stata la sua prima produzione lirica. Nei successivi progetti, Opera del Futuro (2015) e Sampling Baroque (2019), Burak Ozdemir ha unito la tradizione barocca e classica ad elementi elettronici e audiovisivi. 

## Alcuni Progetti
Sampling Baroque
Nel 2015, il Festival Händel di Halle ha commissionato la composizione di Sampling Baroque / Händel; un anno dopo, il secondo episodio, Sampling Baroque / Bach, viene commissionato dal Internationalen Bachfests Schaffhausen presso il Kulturgentrum Kammgarn (Svizzera). Altre esibizioni di Sampling Baroque sono state eseguite all’ Istanbul Music Festival, all'Accademia di Bach di Stoccarda, al Berghain Club, al Berlin Radial System V e al Oranjewoud Festival (Paesi
Bassi ,,, ,).
Atlas Passion
Nell'ottobre 2018 viene presentata per la prima volta Atlas Passion, una performance coprodotta dal teatro Schaffhausen. Atlas Passion è un oratorio interreligioso basato sulla musica delle cinque   Passioni di Bach. Questo spettacolo musicale è stato prodotto in quattro lingue diverse: ebraico, arabo, tedesco e latino. Le passioni sono collocate in un contesto contemporaneo e affrontano temi come la guerra, l'esilio, il nuovo nazionalismo e i conflitti in Medio Oriente, nonché domande sulle tre principali religioni monoteiste (cristianesimo, islam ed ebraismo).,,,. 
Transmute
L'opera Transmute è composta da una serie di opere teatrali improvvisate; il primo episodio è stato commissionato dalla Campagna internazionale per l'abolizione delle armi nucleari (ICAN). Questo progetto digitale presenta una composizione elettroacustica supportata da un ritmo molto pronunciato e forti ricadute melodiche. Con Transmute, Burak Özdemir esplora i suoni provenienti da determinati spazi pubblici e sviluppa paesaggi sonori e architetture del tutto nuove.,, . 
Sohbet i Korero
Sohbet i Korero, un'installazione di Burak Özdemir, fa parte della serie intitolata New Sounds allestita dal Museo Pera. Lo scopo di questo progetto è stato quello di riscoprire le collezioni del museo attraverso le espressioni artistiche di diversi compositori. Sohbet i Korero  si ispira alla collezione della mostra intitolata Orientalist Painting presentata nel novembre 2018. il progetto Sohbet i Korero di Burak Özdemir è un dialogo sperimentale improvvisato tra arti visive e musica. Il visivo si trasforma dunque in percezione uditiva ,,,,,. 

## Discografia
Gli album di Burak sono stati editi da Harmonia Mundi, Sony Music e Neue Meister / Edel. 
- 2012: Antonio Vivaldi, Le nuove quattro stagioni
- 2013: Johann Sebastian Bach, The Silent Cantata
- 2014: Jean-Philippe Rameau, stile turco
- 2016: Georg Friedrich Haendel, campionario barocco Händel
- 2019: Burak, Hermes

## Opere
Anno e luogo delle anteprime mondiali di Burak Özdemir: 
- Luglio 2005: Vintage Keys, Istanbul Jazz Festival[43]
- Aprile 2010: Fuga, Electro-Baroque Opera, Baruch Performing Arts Center, New York[44]
- Novembre 2012: Vivaldi: The New Four Seasons, Radial System V Berlin[45]
- Giugno 2013: Sound Specific: Music of Seicente, Zionskirche Berlin[46]
- Luglio 2013: Dialogue, con Sasha Waltz, Festival di Avignone[12]
- Novembre 2013: Bach: The Silent Cantata,Club Berghain di Berlino[47]
- Dicembre 2013: Opera del Futuro: La Serva Padrona, Radial System V Berlin[48]
- Dicembre 2013: Sound specific: Il prete Rosso, Startup Gallery Berlin
- Gennaio 2014: Transmute - Episodio 1: Zero Gravity, Umspannwerk Berlin[49]
- Febbraio 2014: BarockSamples - Exposing Händel, Nikolaisaal Potsdam[50]
- Aprile 2014:Transmute - Episodio 2, Tesoro, dove sono le mie chiavi?, Radial System V Berlin[51]
- Ottobre 2014: Rameau à la turque, club Berghain di Berlino[52]
- Febbraio 2015: Opera del Futuro: Deep Skin Plug-Ins, Kitkatclub Berlin[18]
- Marzo 2015: Diego Velazquez, Grand Palace, Parigi[53]
- 2015: Baroque Sampling - Händel, Händel Festspiele Halle[27]
- Febbraio 2016: Transmute - Episodio 3: Rock Paper Covers, Radial System V Berlin[54]
- Maggio 2016: Baroque Sampling - Bach, Bachfest Schaffhausen / Kammgarn[24]
- Dicembre 2016: Transmute - Episodio 4: Unreif, Club Berghain di Berlino[35]
- Novembre 2018: Sohbet I Korero, Museo Istanbul Pera[36]
- Aprile 2019: Hermes, Silent Green Kulturquartier Berlin[55]

## Musiche da Film
Nel 2012 Burak Özdemir compone la musica della serie tv Götter wie Wir; l'anno successivo si dedica alla composizione delle musiche del film Lifelong - Hayatboyu . 
Nel 2015 Burak Özdemir, ispirandosi ai compositori barocchi spagnoli, viene incaricato dal Gran Palais di Parigi di comporre la musica per la mostra internazionale dedicata al pittore barocco spagnolo Diego Velasquez . Il risultato del lavoro è stato filmato da Karim Aïnouz, pubblicato successivamente da Arte DVD,. 

## Premi
- 2004: Premio per le Vintage Keys nella selezione del Istanbul Jazz Festival
- 2005: 1er premio Sanat Young Talents di Türkiye İş Bankası
- 2007: Borsa di studio dell'anno, Fondazione Borusan
- 2010: 1er premio al Concerto per concerti Juilliard
- 2014: nomination per il Donizetti Award Turchia, la migliore musica da camera dell'anno
- 2019: nomination per il video di Lyre ai Berlin Music Video Awards nella categoria Miglior film sperimentale[57][58][59][60]